# Puchar Interkontynentalny w Lekkoatletyce 2018 – bieg na 400 m przez płotki kobiet
Bieg na 400 metrów przez płotki kobiet – jedna z konkurencji biegowych rozgrywana w ramach lekkoatletycznyego pucharu interkontynentalnego na Stadionie miejskim w Ostrawie-Witkowicach.

## Terminarz
Źródło: worldathletics.org.
| Data       | Godzina |
| ---------- | ------- |
| 9 września | 16:30   |

## Rekordy
Tabela prezentuje rekord świata, rekord pucharu interkontynentalnego, rekordy kontynentów oraz najlepszy wynik na listach światowych w sezonie 2018 przed rozpoczęciem mistrzostw.
|                                     | Zawodniczka          | Wynik | Miejsce      | Data                   |
| ----------------------------------- | -------------------- | ----- | ------------ | ---------------------- |
| Rekord świata                       | Julija Pieczonkina   | 52,34 | Tuła         | 8 sierpnia 2003(dts)   |
| Listy światowe                      | Sydney McLaughlin    | 52,75 | Knoxville    | 13 maja 2018(dts)      |
| Rekord pucharu interkontynentalnego | Nezha Bidouane       | 52,96 | Johannesburg | 11 września 1998(dts)  |
| Rekord Afryki                       | Nezha Bidouane       | 52,90 | Sewilla      | 25 sierpnia 1999(dts)  |
| Rekord Ameryki Południowej          | Lucimar Teodoro      | 55,84 | Belém        | 24 maja 2009(dts)      |
| Rekord Ameryki Północnej            | Melaine Walker       | 52,42 | Berlin       | 20 sierpnia 2009(dts)  |
| Rekord Azji                         | Han Qing             | 53,96 | Pekin        | 9 września 1993(dts)   |
| Rekord Azji                         | Song Yinglan         | 53,96 | Kanton       | 22 listopada 2001(dts) |
| Rekord Europy                       | Julija Pieczonkina   | 52,34 | Tula         | 8 sierpnia 2003(dts)   |
| Rekord Australii i Oceanii          | Debbie Flintoff-King | 53,17 | Seul         | 28 września 1988(dts)  |

## Rezultaty
Źródło: worldathletics.org.
| Pozycja | Tor | Zawodniczka              | Drużyna        | Czas  | Punkty | Uwagi |
| ------- | --- | ------------------------ | -------------- | ----- | ------ | ----- |
| 1.      | 1   | Janeive Russell          | Ameryka        | 53,62 | 8      |       |
| 2.      | 5   | Shamier Little           | Ameryka        | 53,86 | 7      |       |
| 3.      | 8   | Anna Jaroszczuk-Ryżykowa | Europa         | 54,47 | 6      | SB    |
| 4.      | 4   | Meghan Beesley           | Europa         | 55,58 | 5      |       |
| 5.      | 3   | Aminat Yusuf Jamal       | Azja i Oceania | 55,65 | 4      |       |
| 6.      | 2   | Wenda Nel                | Afryka         | 56,54 | 3      |       |
| 7.      | 6   | Lamiae Lhabze            | Afryka         | 57,35 | 2      |       |
| 8.      | 7   | Eri Utsunomiya           | Azja i Oceania | 58,92 | 1      |       |

## Klasyfikacja drużynowa
Źródło:
| Miejsce | Drużyna        | Punkty indywidualne | Punkty drużynowe |
| ------- | -------------- | ------------------- | ---------------- |
| 1.      | Ameryka        | 15                  | 8                |
| 2.      | Europa         | 11                  | 6                |
| 3.      | Azja i Oceania | 5                   | 3                |
| 3.      | Afryka         | 5                   | 3                |